# Trettachspitze
Il Trettachspitze (2.595 m s.l.m.) è una montagna delle Alpi dell'Algovia. Si trova in Baviera (Germania).
Per la sua forma ardita, un corno di roccia ripido e stretto visto sia da ovest sia est, rientra tra i rilievi più famosi delle Alpi dell'Algovia. Le pareti ripide e lisce, estese in lunghezza anche 500 metri sono una particolarità per monti composti di dolomia.
Insieme al Mädelegabel ed al Hochfrottspitze forma la famosa triade ed è l'unica cima rocciosa delle Alpi d'Algovia a giacere completamente su suolo tedesco. Il Trettachspitze può essere raggiunto solo da scalatori allenati e provvisti di attrezzatura di sicurezza. È collocato a nord del Mädelegabel e viene spesso scalato a partire dal rifugio Waltenberger-Haus.
La prima salita riuscì nel 1855 ai fratelli Urban, Alois e Mathias Jochum della valle dello Stillach. Il più giovane dei tre aveva 13 anni all'epoca della salita.
Ai piedi del Trettachspitze, dall'estremo inferiore del campo di neve Trettachrinne, si trova la sorgente del torrente Trettach.

## Galleria d'immagini

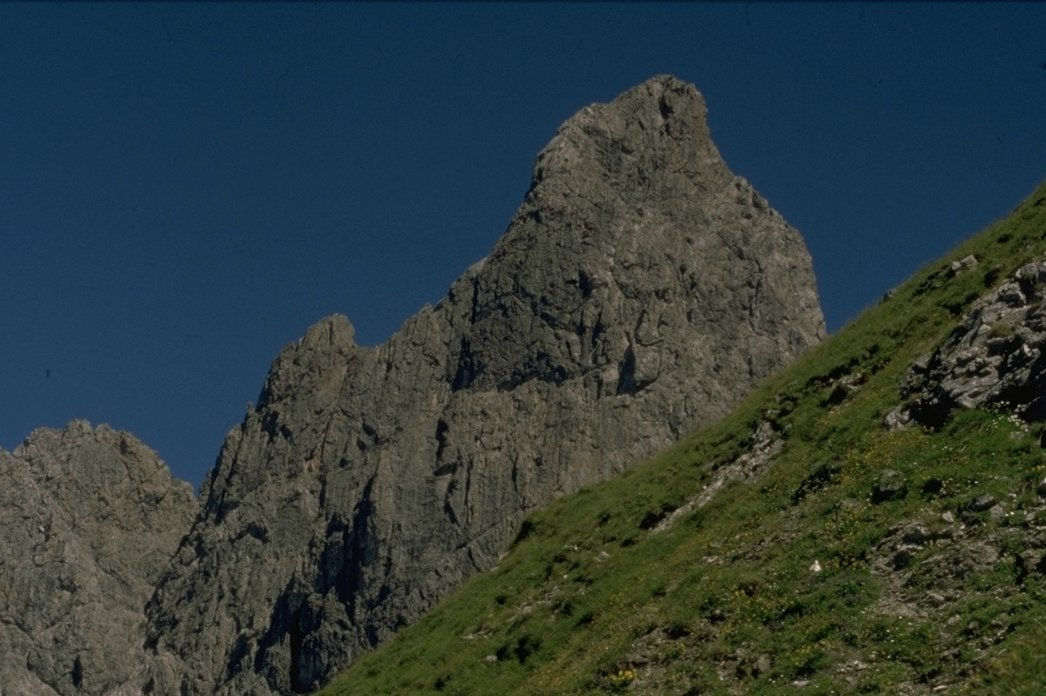
Parete ovest del Trettachspitze
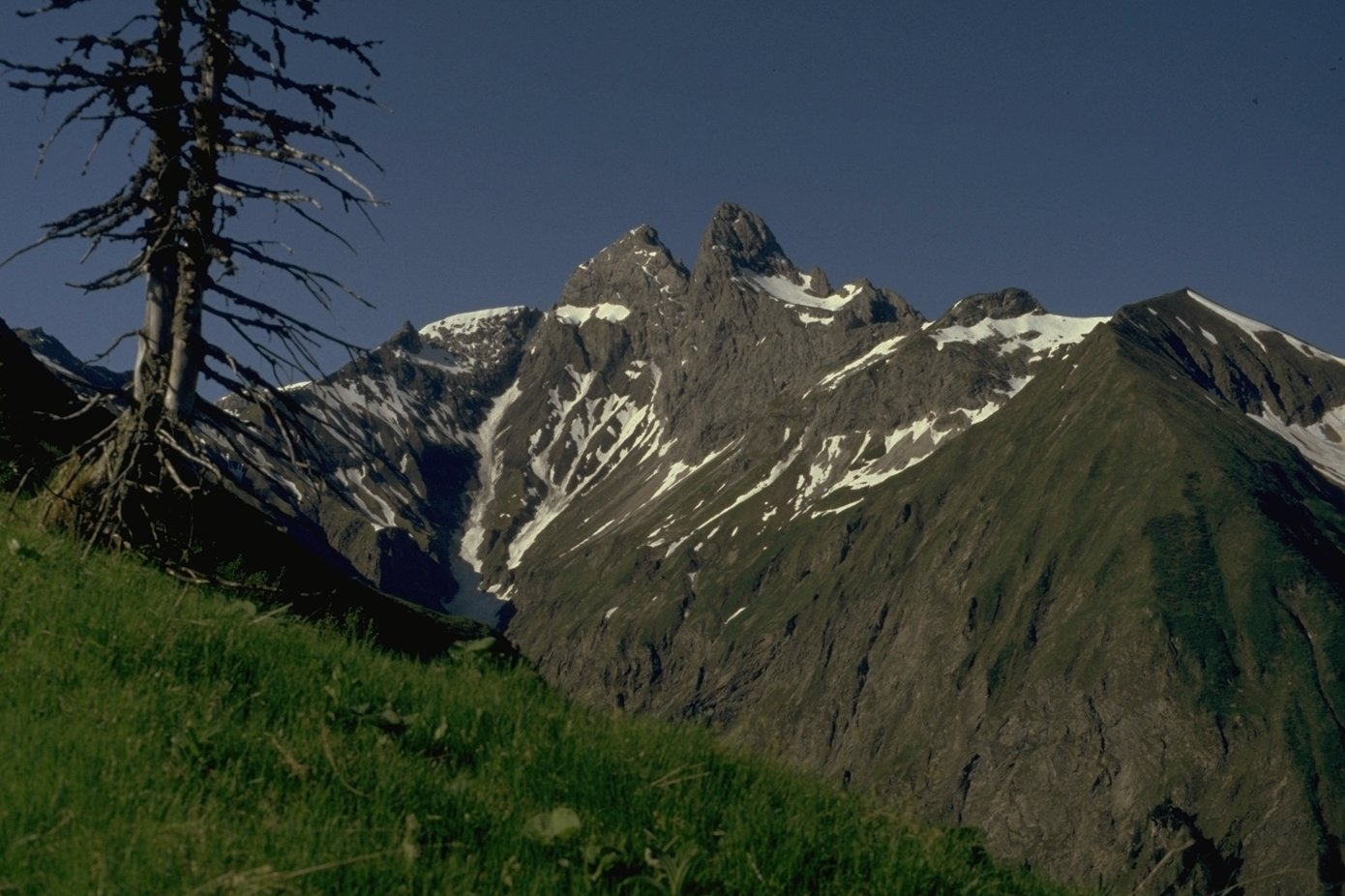
Trettachspitze dalla Hierenalpe
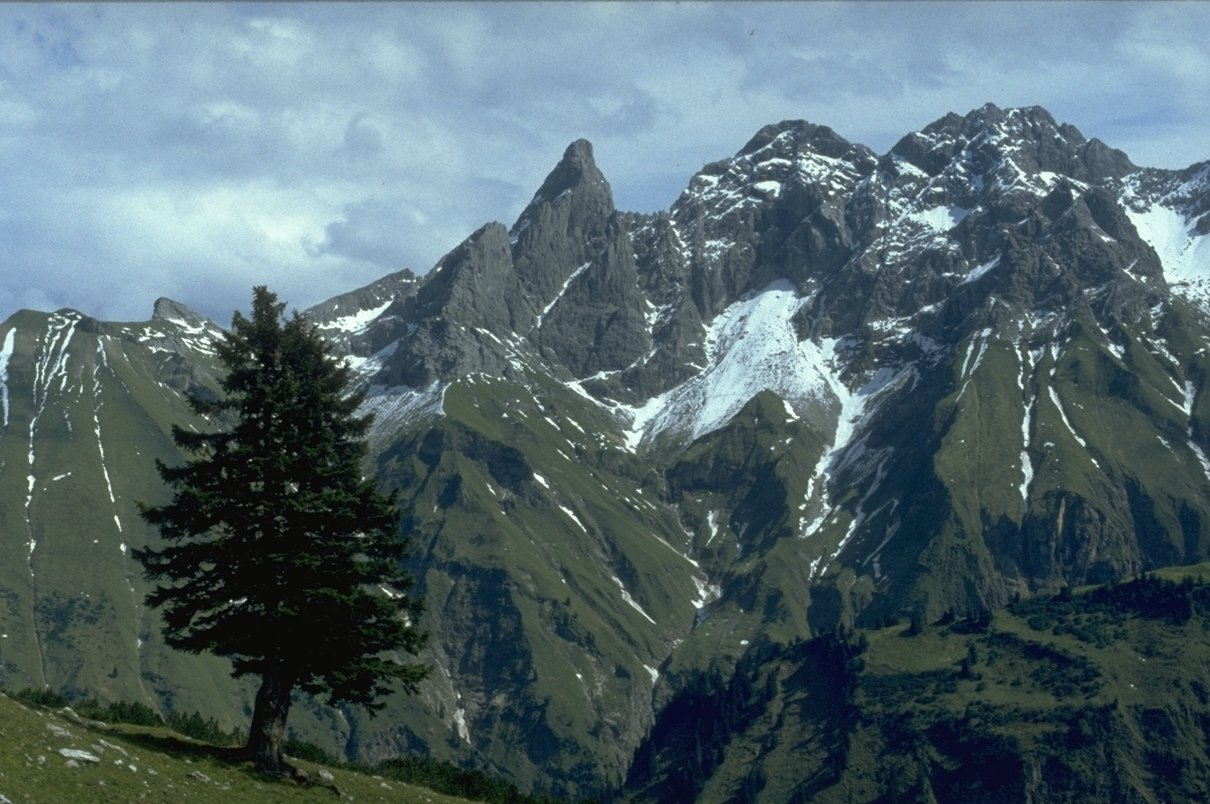
Il gruppo del Mädelegabel da ovest, da Taufersberg. Da sinistra: Trettachspitze, Mädelegabel, Hochfrottspitze
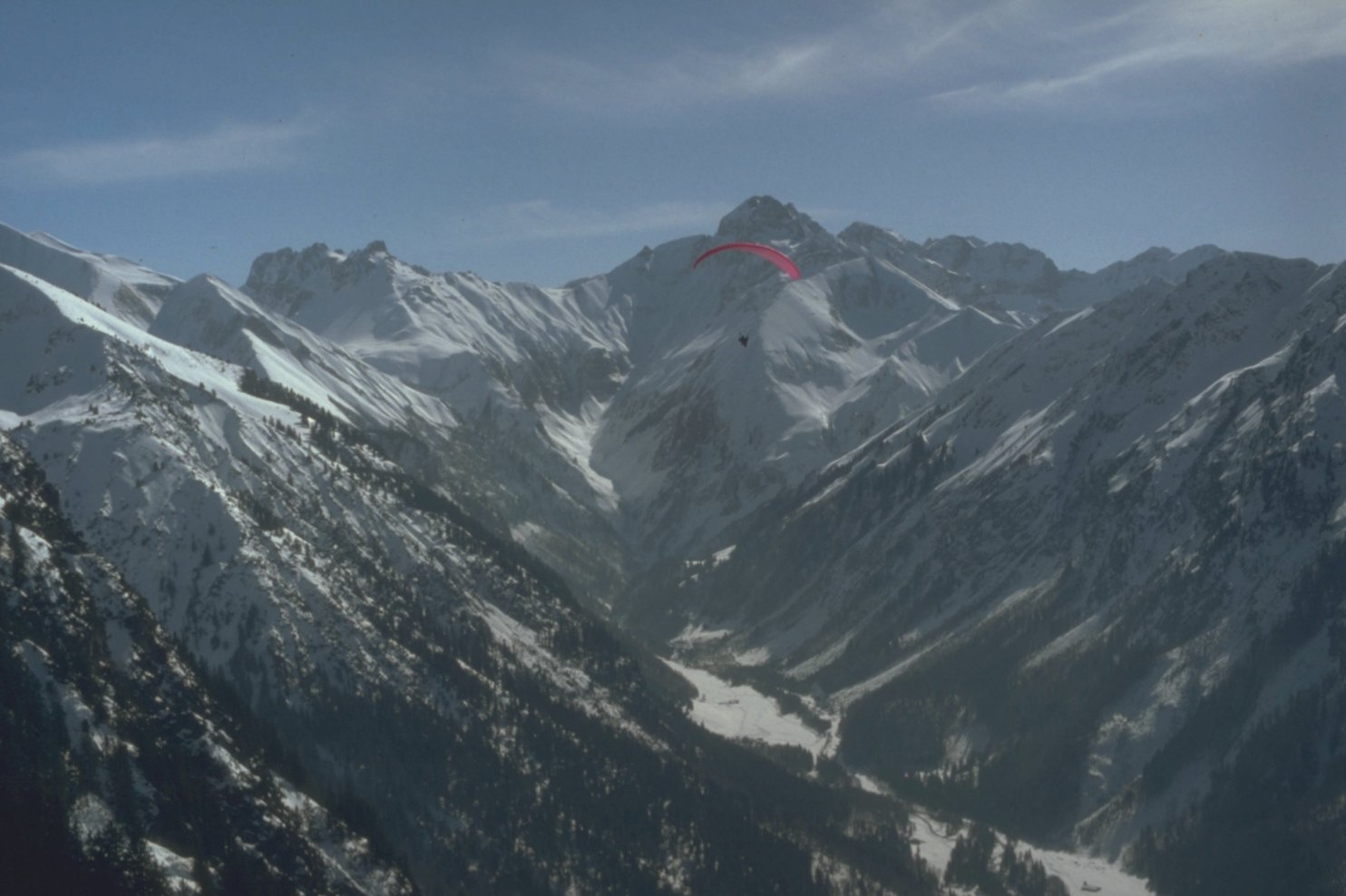
Trettachspitze
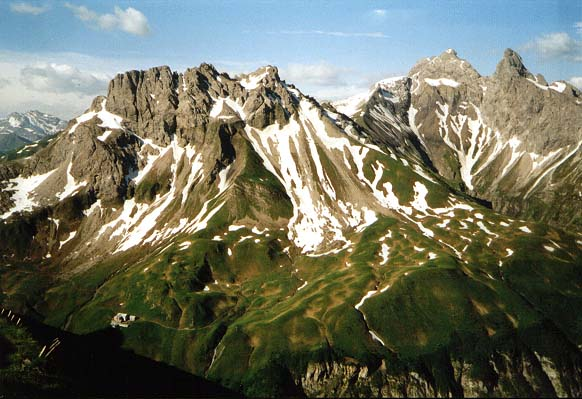
Il Trettachspitze (all'estrema destra) visto da est